# Nunggubuyu
Nunggubuyu eller wubuy är ett hotat australiskt språk. Nunggubuyu talas i Nordterritoriet i Australien. Nunggubuyu tillhör de gunwingguanska språken..
Enligt folkräkningen i 2016 hade språket 276 talare i Australien.

## Fonologi

### Vokaler
|        | Främre | Bakre |
| ------ | ------ | ----- |
| Sluten | i      | u     |
| Öppen  | a      | a     |

Källa:

### Konsonanter
|             | Labial | Dental | Alveolar | Retroflex | Palatal | Velar |
| ----------- | ------ | ------ | -------- | --------- | ------- | ----- |
| Nasal       | m      | n̪      | n        | ɳ         | ɲ       | ŋ     |
| Klusil      | p̬ ~ b̥  | t̪̬ ~ d̪̥  | t̬ ~ d̥    | ʈ         | c̬ ~ ɟ̊   | k̬ ~ g̊ |
| Approximant |        |        |          | ɻ         | j       |       |
| Tremulant   |        | ɾ      | ɾ        |           |         |       |
| Lateral     |        |        |          | ɭ         |         | w     |

Källa:

## Sampel
Barnsången Hocke pockey på nunggubuyu:
Ba-marang-dhayiyn
Ba-marang-gagagiyn
Ba-marang-dhayiyn
Ba-marang-jaljaliyn
Ba-wan.ngang “hokey pokey”
Badhawawa-rumiyn
Aba dani-yung-bugij